# Hinkaböle

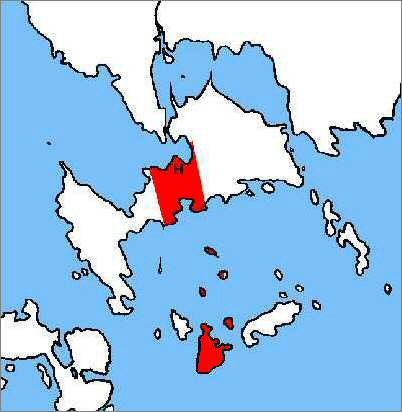
Hinkaböle

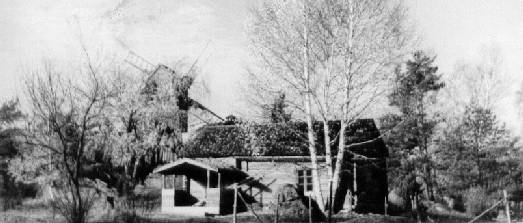
Museibyggnaderna i Hinkaböle på 1940-talet - ett torp från tidigt 1800-tal och väderkvarnen byggd 1861. Torpet undergår restaurering fr.o.m. 2007.

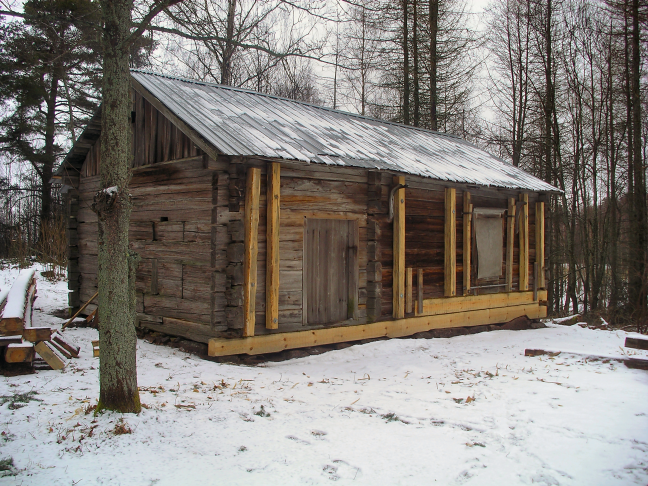
Torpet i februari 2008

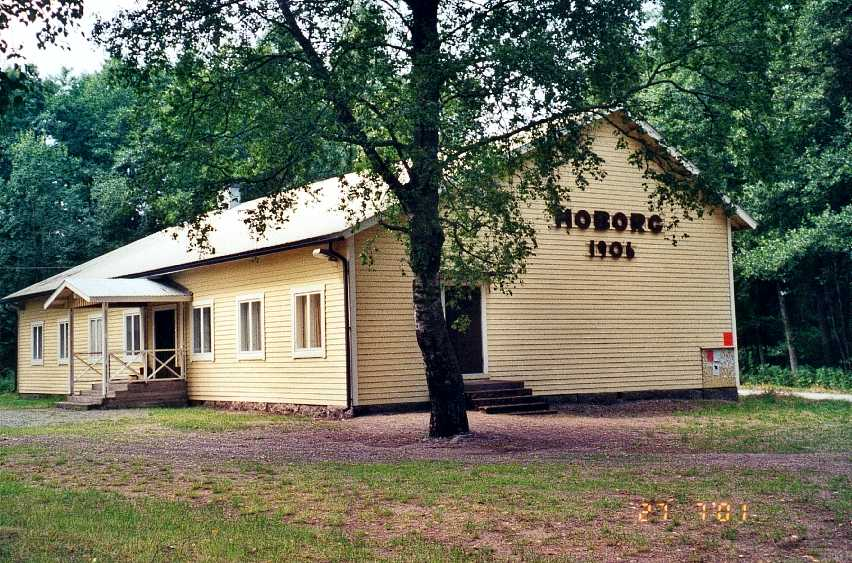
Skärgårdens Vänner i Pyttis rf:s föreningshus Moborg i Hinkaböle

Hinkaböle (finska även inofficiellt: Hinkapyöli) är en by, tidigare enstaka hemman, på Mogenpört ö i Pyttis kommun, i landskapet Kymmenedalen.

## Historia
Hinkaböle tillhörde sedan medeltiden Pyttis kyrka, men drogs av Gustav Vasa in till kronan. Hemmanet förlänades 1584 till fogden Kristoffer Mickelssons (Böllia) änka Beata Persdotter (Dufva), vars son Per Kristoffersson utförde rusttjänst för hemmanet. Sonsonen Kristoffer Persson sålde Hinkaböle, tillsammans med Malm till Ernst Creutz år 1623. Även om hemmanet emellanåt kallades säteri i jordeböckerna, torde det ha varit fråga om ett vanligt frälsehemman.
Hinkaböle drogs inte in till kronan i den stora reduktionen, utan gick i arv som frälsehemman till Ernst Creutz d.y. och sedan till dennes arvingar, men hamnade slutligen till den andra grenen av släkten Creutz och genom äktenskap till Johan Carl Natt och Dag.
Åren 1726-1835 var Hinkaböle en del av Stockfors gårds ägor. Sistnämnda år sålde ägaren av Stockfors Johan Gustaf Schatelowitz hemmanet till fiskartorparen Jonas Hansson Kampus (1802-1836) för dennes farbrors Michel Simonsson Reimars Kampus (1787-1848) räkning.